# Тел Авив
Тел Авив (хебр. תל אביב-יפו, арап. تل أبيب يافا) или Тел Авив-Јафа је град у Израелу у округу Тел Авив, на обали Средоземног мора. Тел Авив је такође и део највеће и најнасељеније метрополе у Израелу, знаног под називом Гуш Дан. Шире подручје, које се протеже дужином од 14 km обалом Средоземља, обухвата посебне општине са приближно 4.156.900 становника. Према процени из 2022. у граду је живело 474.530 становника и по томе је Тел Авив други по величини град у Израелу, иза Јерусалима. Привредно је и технолошко средиште земље, као и глобални центар високе технологије.
Градом управља влада надлежна за Тел Авив и Јафа — Влада Тел Авив—Јафа, на чијем је челу Рон Хулдај; дом је многих страних дипломата и амбасадора. Тел Авив је глобални град и 34. је важни финансијски центар на свету. Тел Авив је познат по томе што има трећу најразвијенију економију у Средњем истоку, после Абу Дабија и Кувајта, док су на 31. месту на листи градова по највећим животним трошковима на свету. Годишње, Тел Авив посети преко 2,5 милиона људи. Тел Авив је град забаве у Средњем истоку, са бурним ноћним животом и 24-часовном културом.
Град је основан 1909, од стране Јевреја из античког града Порт. Име значи прољећни брежуљак. Први модерни градови суседи Тел Авива успостављени су 1886, први од њих је био Неве Цедек.
Тел Авив и Јевреји из региона Палестине претрпели су масовни прогон од стране Османског царства, које је 16.000 Јевреја прогнало у Египат.
Миграције претежно јеврејских избеглица, значило је пораст становништва у Тел Авиву, који је убрзо претекао Јафу по броју становника, у Јафи су већину чинили Арапи. Тел Авив и Јафа су се сјединили 1950, две године након успостављања државе Израела. Тел Авивов Бели град члан је светске баштине УНЕСКА од 2003; у њему се налази највећа концентрација међународних стилова архитектуре, зграда Баухаус и друге грађевине модерне архитектуре.

## Назив
Назив града је после много разних предлога (нпр. Херзлија) изабран 1910. година. Хебрејски назив је изабран у духу идеје о обнављању старе јеврејске домовине. Тел Авив је сложен од старих хебрејских речи „тел“ (брежуљак и тип блискоисточног археолошког локалитета) и „авив“ (хебрејски „пролеће“ као симбол обнове). Дословно значи „пролећни брежуљак“. Име града је истовремено и хебрејски наслов дела Теодора Херцла Старонова земља коју је с немачког превео ционистички пољски вођа Нахум Соколов.

## Историја
Град је основан 1909. године на рубовима древног лучког града Јафа. Растом, град је убрзо обухватио у то време већински арапску Јафу. Тел Авив и Јафа су 1950. године спојени у једну управну јединицу, а две године касније је постао главни град Израела. Тел Авив је привредно средиште Израела где се налази берза вредносних папира Тел Авив, уреди бројних компанија као и истраживачки и развојни центри. Плаже, барови, трговачки центри и секуларни живот чине овај град занимљивим туристичким одредиштем. Према процени, у граду је 2007. живело 390.400 становника.

## Архитектура
Рану архитектуру су чинили углавном приземни објекти источноевропског типа. У 20-им годинама 20. века дошла је мода комбинације оријенталног стила и европске архитектуре као што су куполе и лукови и орнаменталне облоге. Градња се одвијала на основу Гедесовог плана о „вртном граду“ Спратне и двоспратне зграде су оивичене јавним парковима. 20. година је откривен стил Баухауса који су собом донели Јевреји из Немачке и ту је изграђен Бели град који је данас под заштитом УНЕСКО-а са више од 5.000 зграда инспирисан Баухаусом и Ле Корбизијеом. У 60-им годинама овај стил је уступио место градњи спратним административним објкетима, хотелима и спратним робним кућама тако да су овом градњом уништени многи историјски објекти. У последње време се јављају тежње и дају се много средстава да се реконструишу многе зграде које су обележене Баухаусом. Град је постао велики центар са много високих зграда а то претежно великим ценама које је добило земљиште у граду. Први телавивски облакодер је Шалом Меир Товер саграђен је 1965. године и све до 1999. године је био највиша зграда у Израелу. Почетком 90-их година 20. века настао је велики утицај имиграната из Совјетског Савеза са чиме је у вези промена оријентације привреде на хај-тек и град је доспео у нову фазу развоја. 1993. године био је град обележен као светски велеград.

## Географија

### Клима
Тел Авив има топлу суптропску климу класификација (Csa) и налази се међу најтоплијим градовима Медитерана. Летње температуре крећу се у распону од 30-32 °C током дана, до око 20-23 °C током ноћи. Летње време се протеже дубоко у јесен, обично до краја новембра месеца. Зиме су топле са доста кише, а дневне температуре и током најхладнијег месеца готово никада не падају испод 10 °C, док су температуре преко 20 °C уобичајене током јануара и фебруара месеца. У Тел Авиву никада није забележен мраз, а снежна киша забележена само једанпут у историји, током фебруара 1952 године. Клима погодује расту и узгајању многих тропских биљака, те у Тел авиву успевају разноврсни цитруси, Банане, Манго, Авокадо и друго егзотично воће и биље.
| Јан         | Феб         | Мар         | Апр         | Мај         | Јун         | Јул         | Авг         | Сеп         | Окт         | Нов         | Дец         |
| ----------- | ----------- | ----------- | ----------- | ----------- | ----------- | ----------- | ----------- | ----------- | ----------- | ----------- | ----------- |
| 18,8 (65,8) | 17,6 (63,7) | 17,9 (64,2) | 18,6 (65,5) | 21,2 (70,2) | 24,9 (76,8) | 27,4 (81,3) | 28,6 (83,5) | 28,2 (82,8) | 26,3 (79,3) | 23,2 (73,8) | 20,6 (69,1) |

| Клима Тел Авив (температура: 1987–2010, падавине: 1980–2010) | Клима Тел Авив (температура: 1987–2010, падавине: 1980–2010) | Клима Тел Авив (температура: 1987–2010, падавине: 1980–2010) | Клима Тел Авив (температура: 1987–2010, падавине: 1980–2010) | Клима Тел Авив (температура: 1987–2010, падавине: 1980–2010) | Клима Тел Авив (температура: 1987–2010, падавине: 1980–2010) | Клима Тел Авив (температура: 1987–2010, падавине: 1980–2010) | Клима Тел Авив (температура: 1987–2010, падавине: 1980–2010) | Клима Тел Авив (температура: 1987–2010, падавине: 1980–2010) | Клима Тел Авив (температура: 1987–2010, падавине: 1980–2010) | Клима Тел Авив (температура: 1987–2010, падавине: 1980–2010) | Клима Тел Авив (температура: 1987–2010, падавине: 1980–2010) | Клима Тел Авив (температура: 1987–2010, падавине: 1980–2010) | Клима Тел Авив (температура: 1987–2010, падавине: 1980–2010) |
| Показатељ \ Месец                                            | .Јан.                                                        | .Феб.                                                        | .Мар.                                                        | .Апр.                                                        | .Мај.                                                        | .Јун.                                                        | .Јул.                                                        | .Авг.                                                        | .Сеп.                                                        | .Окт.                                                        | .Нов.                                                        | .Дец.                                                        | .Год.                                                        |
| ------------------------------------------------------------ | ------------------------------------------------------------ | ------------------------------------------------------------ | ------------------------------------------------------------ | ------------------------------------------------------------ | ------------------------------------------------------------ | ------------------------------------------------------------ | ------------------------------------------------------------ | ------------------------------------------------------------ | ------------------------------------------------------------ | ------------------------------------------------------------ | ------------------------------------------------------------ | ------------------------------------------------------------ | ------------------------------------------------------------ |
| Апсолутни максимум, °C (°F)                                  | 30,0 (86)                                                    | 33,2 (91,8)                                                  | 38,3 (100,9)                                                 | 43,9 (111)                                                   | 46,5 (115,7)                                                 | 44,4 (111,9)                                                 | 37,4 (99,3)                                                  | 41,4 (106,5)                                                 | 42,0 (107,6)                                                 | 44,4 (111,9)                                                 | 35,6 (96,1)                                                  | 33,5 (92,3)                                                  | 46,5 (115,7)                                                 |
| Средњи максимум, °C (°F)                                     | 23,6 (74,5)                                                  | 25,0 (77)                                                    | 30,4 (86,7)                                                  | 35,5 (95,9)                                                  | 32,4 (90,3)                                                  | 30,8 (87,4)                                                  | 31,6 (88,9)                                                  | 31,8 (89,2)                                                  | 32,0 (89,6)                                                  | 32,9 (91,2)                                                  | 29,2 (84,6)                                                  | 23,8 (74,8)                                                  | 35,5 (95,9)                                                  |
| Максимум, °C (°F)                                            | 17,5 (63,5)                                                  | 17,7 (63,9)                                                  | 19,2 (66,6)                                                  | 22,8 (73)                                                    | 24,9 (76,8)                                                  | 27,5 (81,5)                                                  | 29,4 (84,9)                                                  | 30,2 (86,4)                                                  | 29,4 (84,9)                                                  | 27,3 (81,1)                                                  | 23,4 (74,1)                                                  | 19,2 (66,6)                                                  | 24,04 (75,28)                                                |
| Просек, °C (°F)                                              | 12,9 (55,2)                                                  | 13,4 (56,1)                                                  | 16,4 (61,5)                                                  | 19,2 (66,6)                                                  | 21,8 (71,2)                                                  | 24,8 (76,6)                                                  | 27,0 (80,6)                                                  | 27,8 (82)                                                    | 26,5 (79,7)                                                  | 22,7 (72,9)                                                  | 17,6 (63,7)                                                  | 13,9 (57)                                                    | 20,33 (68,59)                                                |
| Минимум, °C (°F)                                             | 9,6 (49,3)                                                   | 9,8 (49,6)                                                   | 11,5 (52,7)                                                  | 14,4 (57,9)                                                  | 17,3 (63,1)                                                  | 20,6 (69,1)                                                  | 23,0 (73,4)                                                  | 23,7 (74,7)                                                  | 22,5 (72,5)                                                  | 19,1 (66,4)                                                  | 14,6 (58,3)                                                  | 11,2 (52,2)                                                  | 16,44 (61,6)                                                 |
| Средњи минимум, °C (°F)                                      | 6,6 (43,9)                                                   | 7,3 (45,1)                                                   | 8,3 (46,9)                                                   | 10,7 (51,3)                                                  | 14,0 (57,2)                                                  | 18,3 (64,9)                                                  | 22,2 (72)                                                    | 23,3 (73,9)                                                  | 20,6 (69,1)                                                  | 16,2 (61,2)                                                  | 10,9 (51,6)                                                  | 7,8 (46)                                                     | 6,6 (43,9)                                                   |
| Количина кише, mm (in)                                       | 147 (5,79)                                                   | 111 (4,37)                                                   | 62 (2,44)                                                    | 16 (0,63)                                                    | 4 (0,16)                                                     | 0 (0)                                                        | 0 (0)                                                        | 0 (0)                                                        | 1 (0,04)                                                     | 34 (1,34)                                                    | 81 (3,19)                                                    | 127 (5)                                                      | 583 (22,96)                                                  |
| Дани са кишом (≥ 0.1 mm)                                     | 15                                                           | 13                                                           | 10                                                           | 4                                                            | 2                                                            | 0                                                            | 0                                                            | 0                                                            | 0                                                            | 6                                                            | 9                                                            | 12                                                           | 71                                                           |
| Релативна влажност, % (у 1200 GMT ч.)                        | 72                                                           | 70                                                           | 65                                                           | 60                                                           | 63                                                           | 67                                                           | 70                                                           | 67                                                           | 60                                                           | 65                                                           | 68                                                           | 73                                                           | 66,7                                                         |
| Сунчани сати — месечни просек                                | 192,2                                                        | 200,1                                                        | 235,6                                                        | 270,0                                                        | 328,6                                                        | 357,0                                                        | 368,9                                                        | 356,5                                                        | 300,0                                                        | 279,0                                                        | 234,0                                                        | 189,1                                                        | 3.311                                                        |
| Извор #1: Israel Meteorological Service                      |                                                              |                                                              |                                                              |                                                              |                                                              |                                                              |                                                              |                                                              |                                                              |                                                              |                                                              |                                                              |                                                              |
| Извор #2: Hong Kong Observatory for data of sunshine hours   |                                                              |                                                              |                                                              |                                                              |                                                              |                                                              |                                                              |                                                              |                                                              |                                                              |                                                              |                                                              |                                                              |

| Клима Тел Авив Западна обала (2005–2014)       | Клима Тел Авив Западна обала (2005–2014) | Клима Тел Авив Западна обала (2005–2014) | Клима Тел Авив Западна обала (2005–2014) | Клима Тел Авив Западна обала (2005–2014) | Клима Тел Авив Западна обала (2005–2014) | Клима Тел Авив Западна обала (2005–2014) | Клима Тел Авив Западна обала (2005–2014) | Клима Тел Авив Западна обала (2005–2014) | Клима Тел Авив Западна обала (2005–2014) | Клима Тел Авив Западна обала (2005–2014) | Клима Тел Авив Западна обала (2005–2014) | Клима Тел Авив Западна обала (2005–2014) | Клима Тел Авив Западна обала (2005–2014) |
| Показатељ \ Месец                              | .Јан.                                    | .Феб.                                    | .Мар.                                    | .Апр.                                    | .Мај.                                    | .Јун.                                    | .Јул.                                    | .Авг.                                    | .Сеп.                                    | .Окт.                                    | .Нов.                                    | .Дец.                                    | .Год.                                    |
| ---------------------------------------------- | ---------------------------------------- | ---------------------------------------- | ---------------------------------------- | ---------------------------------------- | ---------------------------------------- | ---------------------------------------- | ---------------------------------------- | ---------------------------------------- | ---------------------------------------- | ---------------------------------------- | ---------------------------------------- | ---------------------------------------- | ---------------------------------------- |
| Апсолутни максимум, °C (°F)                    | 27,7 (81,9)                              | 31,8 (89,2)                              | 38,3 (100,9)                             | 39,1 (102,4)                             | 38,4 (101,1)                             | 36,7 (98,1)                              | 31,7 (89,1)                              | 32,5 (90,5)                              | 34,1 (93,4)                              | 39,5 (103,1)                             | 34,0 (93,2)                              | 29,5 (85,1)                              | 39,5 (103,1)                             |
| Максимум, °C (°F)                              | 18,3 (64,9)                              | 18,9 (66)                                | 20,7 (69,3)                              | 22,6 (72,7)                              | 24,4 (75,9)                              | 27,1 (80,8)                              | 29,0 (84,2)                              | 29,9 (85,8)                              | 29,0 (84,2)                              | 26,9 (80,4)                              | 23,9 (75)                                | 20,3 (68,5)                              | 24,25 (75,64)                            |
| Просек, °C (°F)                                | 14,7 (58,5)                              | 15,4 (59,7)                              | 17,2 (63)                                | 19,3 (66,7)                              | 21,7 (71,1)                              | 24,7 (76,5)                              | 26,9 (80,4)                              | 27,6 (81,7)                              | 26,5 (79,7)                              | 23,8 (74,8)                              | 20,2 (68,4)                              | 16,6 (61,9)                              | 21,22 (70,2)                             |
| Минимум, °C (°F)                               | 11,1 (52)                                | 11,9 (53,4)                              | 13,6 (56,5)                              | 16,0 (60,8)                              | 18,9 (66)                                | 22,4 (72,3)                              | 24,7 (76,5)                              | 25,4 (77,7)                              | 24,1 (75,4)                              | 20,7 (69,3)                              | 16,5 (61,7)                              | 12,8 (55)                                | 18,18 (64,72)                            |
| Апсолутни минимум, °C (°F)                     | 4,2 (39,6)                               | 5,2 (41,4)                               | 7,2 (45)                                 | 10,3 (50,5)                              | 13,1 (55,6)                              | 18,8 (65,8)                              | 21,6 (70,9)                              | 22,5 (72,5)                              | 20,1 (68,2)                              | 15,1 (59,2)                              | 10,2 (50,4)                              | 4,0 (39,2)                               | 4 (39,2)                                 |
| Извор: Israel Meteorological Service databases |                                          |                                          |                                          |                                          |                                          |                                          |                                          |                                          |                                          |                                          |                                          |                                          |                                          |

## Становништво
Према процени, у граду је 2007. живело 390.400 становника.
Према подацима Израелског централног бироа за статистику, становништво је почетком 2020. године износило 460.613  . Тел Авив је други (после Јерусалима ) највећи град у земљи  , али га престиже на ранг листи глобалних градова  .
2018. године 90,2% становништва града су били Јевреји; Арапи су чинили 4,5% (од тога 82,5% муслимани, а 16,7% хришћани)  .
Природни прираштај становништва износи 1,7%  . 14,5% становништва су репатрирани који су стигли после 1990. године  ; 2014. репатрирани из ЗНД су чинили 9% становништва  . 72,6% матураната добило је матуру, 48,1% становништва има сведочанство о високом образовању  . Просечна плата за 2017. била је 11.606 шекела
Агломерација Гуш Дан, поред Тел Авива, обухвата градове Холон, Бат Јам, Рамат Ган, Бнеи Брак, Гиватаиим и бројна села. Око Гуш Дана налази се и следећи прстен готово континуираног урбаног развоја, који чине спојени градови Петах Тиква, Ришон Лецион, Херцлија, Кфар Сава, Раанана, Рамат Ха-Шарон, Ор Јехуда, Киријат Оно, Јехуд-Моносон, са бројним мањих насеља.
| 1983.   | 1995.   |
| ------- | ------- |
| 327.265 | 348.245 |

## Знаменитости
Иако у Тел Авиву постоје старе грађевине изграђене у историцистичким стиловима, где су се комбиновали европски утицаји са аутохтоним блискоисточним облицима, град је најпознатији по својим модерним грађевинама. Бели град (хебрејски: העיר הלבנה‎, Ha-Ir HaLevana) је збир преко 5.000 модерних грађевина, изграђених у интернационалном и тзв. Баухаус стилу. Изградили су их 1930-их већином јеврејске архитекте који су пребегли од нацистичких прогона у Европи, али и њихови ученици. Тел Авив има највећи број ових грађевина од било којег другог града на свету.

## Партнерски градови
Градови који су потписали споразуме са Тел Авивом:
| - Тулуз, Француска (1962) - Филаделфија, Пенсилванија, САД (1966) - Келн, Северна Рајна-Вестфалија, Немачка (1979) - Франкфурт на Мајни, Хесен, Немачка (1980) - Северна Рајна-Вестфалија, Немачка (1983) - Буенос Ајрес, Аргентина (1988) - Будимпешта, Мађарска (1989) - Београд, Србија (1990) - Есен, Северна Рајна-Вестфалија, Немачка (1992) - Софија, Бугарска (1992) - Варшава, Пољска (1992) - Кан, Француска (1993) | - Лођ, Пољска (1994) - Милано, Италија (1994) - Солун, Грчка (1994) - Пекинг, Кина (1995) - Барселона, Шпанија (1998) - Измир, Турска (1998) - Кишињев, Молдавија (2000) - Инчон, Јужна Кореја (2000) - Лимасол, Кипар (2000) - Москва, Русија (2000) - Сао Пауло, држава Сао Пауло, Бразил (2004) - Беч, Аустрија (2005) - Газа (2022) |

## Бициклизам
Тел Авив охрабрује употребу бицикала, 2009 је започет план проширења бициклистичких стаза, од 100 km, који је завршен у априлу 2011.
У априлу 2011, град је покренуо систем за изнајмљивање бицикала, изграђено је 150 станица, које су обезбеђивале више од 1.000 бицикала.

### Ђиро д’Италија
Ђиро д’Италија 2018 стартоваће у Израелу, у част прославе 70 година од стварања државе Израела. То је први пут у историји да Ђиро стартује ван Европе. Прва етапа се вози у Јерусалиму, док се у друга вози од Хајфе до Тел Авива у дужини од 167 km.
| Година | Етапа | Старт етапе | Дистанца (km) | Побједник етапе | Лидер трке |
| ------ | ----- | ----------- | ------------- | --------------- | ---------- |
| 2018.  | 2     | Хајфа       | 167           | Елија Вивијани  | Роан Денис |

## Галерија
- Израелски центар
- Музеј Баухауса
- Пагода хаус
- Лука Тел Авив